# Rhodiola himalensis
Rhodiola himalensis là một loài thực vật có hoa trong họ Crassulaceae. Loài này được (D. Don) S.H. Fu miêu tả khoa học đầu tiên năm 1965.